# فابيانا غارسيا لاجو
فابيانا غارسيا لاجو (بالإسبانية: Fabiana García Lago)‏ هي ممثلة أرجنتينية، ولدت في 29 أبريل 1969 بمندوزا في الأرجنتين.

## وصلات خارجية
- فابيانا غارسيا لاجو على موقع IMDb (الإنجليزية)